# Biennale de Charjah
La biennale de Charjah est une biennale d'art organisée à Charjah, aux Émirats arabes unis. La première édition a eu lieu en 1993.